# Wolfgang Orth
Wolfgang Orth (* 23. Mai 1944 in Immenstadt im Allgäu; † 1. Oktober 2017 in Wuppertal) war ein deutscher Althistoriker.

Wolfgang Orth besuchte die Schule in München. Ab 1963 studierte er Klassische Philologie und Geschichte an den Universitäten Tübingen und München. Er beendete das Studium 1968 mit dem Staatsexamen. Orth wurde 1970 an der Universität München mit einer von Hermann Bengtson betreuten Arbeit zur Provinzialpolitik des Tiberius zum Dr. phil. promoviert. Er habilitierte sich in München im Wintersemester 1975/76 mit der thematisch von Bengtson angeregten Arbeit Königlicher Machtanspruch und städtische Freiheit. Untersuchungen zu den politischen Beziehungen zwischen den ersten Seleukidenherrschern und den Staaten des westlichen Kleinasien. Im selben Jahr wurde er in München Privatdozent und ging 1977 als Akademischer Rat und Professor für Alte Geschichte an die Universität Münster. Ab 1988 war Orth Professor für Alte Geschichte an der Universität Wuppertal. Dort erwarb er sich Verdienste beim Aufbau des neugeschaffenen Lehrstuhls. Im Jahr 2009 trat er in den Ruhestand. Seine Urne wurde in Herrsching am Ammersee beigesetzt. 
Orth beschäftigte sich vor allem mit dem Hellenismus und der römischen Kaiserzeit. Mit seiner Dissertation schloss er eine Forschungslücke im frühen Prinzipat. Dabei erforschte er erstmals unter Heranziehung des gesamten Quellenbestandes die unter Tiberius so wichtige Provinzialverwaltung. In seiner Habilitationsschrift untersuchte er den königlichen Machtanspruch und die städtische Freiheit im Hellenismus. Er veröffentlichte eine Monographie über die Diadochenzeit im Spiegel der Historischen Geographie (1993) und gab einen Sammelband über Isokrates heraus (2003).

## Schriften (Auswahl)
Monographien
- Die Provinzialpolitik des Tiberius. Dissertation, München 1970.
- Königlicher Machtanspruch und städtische Freiheit. Untersuchungen zu den politischen Beziehungen zwischen den ersten Seleukidenherrschern (Seleukos I., Antiochos I., Antiochos II.) und den Städten des westlichen Kleinasiens. Beck, München 1977, ISBN 3-406-06511-2 (Habilitationsschrift).
- Die Diadochenzeit im Spiegel der historischen Geographie. Kommentar zur TAVO-Karte B V 2 „Diadochenreiche (um 303 v. Chr.)“ (= Beihefte zum Tübinger Atlas des Vorderen Orients. Reihe B, Geisteswissenschaften, Nr. 80). Reichert, Wiesbaden 1993, ISBN 3-88226-581-7.

Herausgeberschaften
- Isokrates. Neue Ansätze zur Bewertung eines politischen Schriftstellers. WVT, Wissenschaftlicher Verlag Trier, Trier 2003, ISBN 978-3-88476-584-5.